# Sammanhängande spektrum
Inom algebraisk topologi, en del av matematiken, är ett sammanhängande spektrum ett spektrum vars homotopimängder {\displaystyle \pi _{k}} av negativa grader är noll.